# إبراهيم سنجاري
إبراهيم سنجاري (بالفرنسية: Ibrahim Sangaré) (مواليد 2 ديسمبر 1997) هو لاعب كرة قدم محترف من ساحل العاج يلعب في مركز خط الوسط لنادي بي اس في ايندهوفن الهولندي.

## أهدافه الدولية
| #  | التاريخ         | المكان                                  | الخصم        | الهدف | النتيجة | المسابقة                                 |
| -- | --------------- | --------------------------------------- | ------------ | ----- | ------- | ---------------------------------------- |
| 1  | 18 أوكتوبر 2015 | ملعب بابا يارا، كوماسي، غانا            | غانا         | 1–0   | 1–2     | تصفيات كأس الأمم الإفريقية للمحليين 2016 |
| 2  | 5 يونيو 2021    | الملعب الوطني، أبيدجان، ساحل العاج      | بوركينا فاسو | 1–1   | 2–1     | ودية                                     |
| 3  | 8 أوكتوبر 2021  | ملعب أورلاندو، جوهانسبورغ، جنوب إفريقيا | مالاوي       | 2–0   | 3–0     | تصفيات كأس العالم 2022                   |
| 4  | 20 يناير 2022   | ملعب جابوما، دوالا، الكاميرون           | الجزائر      | 2–0   | 3–1     | كأس أمم إفريقيا 2021                     |
| 5  | 3 يونيو 2022    | ملعب ياموسوكرو، ياموسوكرو، ساحل العاج   | زامبيا       | 3–0   | 3–1     | تصفيات كأس الأمم الإفريقية 2023          |
| 6  | 27 سبتمبر 2022  | ملعب دي لا ليكورن، أميان، فرنسا         | غينيا        | 1–0   | 3–1     | ودية                                     |
| 7  | 16 نوفمبر 2022  | ملعب مراكش، مراكش، المغرب               | بوروندي      | 3–0   | 4–0     | ودية                                     |
| 8  | 19 نوفمبر 2022  | ملعب مراكش، مراكش، المغرب               | بوركينا فاسو | 1–1   | 1–2     | ودية                                     |
| 9  | 28 مارس 2023    | ملعب إكوني مالوزيني، موروني، جزر القمر  | جزر القمر    | 1–0   | 2–0     | تصفيات كأس الأمم الإفريقية 2023          |
| 10 | 9 سبتمبر 2023   | ملعب لوران بوكو، سان بيدرو، ساحل العاج  | ليسوتو       | 1–0   | 1–0     | تصفيات كأس الأمم الإفريقية 2023          |
| 11 | 17 نوفمبر 2023  | الملعب الوطني، أبيدجان، ساحل العاج      | سيشل         | 2–0   | 9–0     | تصفيات كأس العالم 2026                   |

## روابط خارجية
- إبراهيم سنجاري على موقع الاتحاد الأوربي (الإنجليزية)
- إبراهيم سنجاري على موقع رابطة كرة القدم الفرنسية للمحترفين (الإنجليزية)
- إبراهيم سنجاري على موقع إي إس بي إن إف سي (الإنجليزية)
- إبراهيم سنجاري على موقع قاعدة بيانات كرة القدم.إي يو (الإنجليزية)
- إبراهيم سنجاري على موقع ليكيب (الفرنسية)
- إبراهيم سنجاري على موقع ناشيونال فوتبول تيمز (الإنجليزية)
- إبراهيم سنجاري على موقع Soccerbase.com (لاعب) (الإنجليزية)
- إبراهيم سنجاري على موقع Soccerway.com (الإنجليزية)
- إبراهيم سنجاري على موقع عالم كرة القدم.نت (الإنجليزية)
- إبراهيم سنجاري على موقع AS.com (الإسبانية)